# 1841 Goshen Courthouse
Das 1841 Goshen Courthouse ist das ehemalige Gerichtsgebäude der US-amerikanischen Kleinstadt Goshen im Bundesstaat New York. Es wurde 1841 von dem angesehenen einheimischen Architekten Thornton Niven im klassizistischen Stil im Zentrum des Ortes errichtet. Niven entwarf das Gebäude als Zwillingsbau zum Gerichtsgebäude im benachbarten Newburgh, das sich zu dieser Zeit den Verwaltungssitz des Orange County mit Goshen teilte.
Bis ins Jahr 1970 behielt das Gebäude seine Funktion als Gericht, das dann aber aus Platzgründen in das neu errichtete Orange County Government Center umzog. Heute ist darin das Archiv der Orange County Genealogical Society untergebracht.
1975 wurde der Bau in das National Register of Historic Places aufgenommen.